# Dividendo sociale
Con dividendo sociale si intende la proposta di rendere partecipi tutti i membri di una comunità politica di un dividendo calcolato a partire da un fondo sovrano di proprietà della comunità medesima. Una sua prima formulazione è stata data dall'economista James Meade nel suo libro Agatotopia, poi ripresa dallo stesso autore in Libertà, egualianza ed efficienza.
Come dividendo universale ed incondizionato, questa politica rappresenterebbe una possibile modalità di applicazione dell'idea nota come reddito di base.

## Nel mondo

### Alaska (Stati Uniti d'America)
Un dividendo sociale del tipo descritto è in funzione in Alaska dove, oltre a raccogliere una simpatia unanime tra politici e cittadini, è riuscito a diminuire le disuguaglianze e a rendere lo Stato artico l'unico Stato USA in controtendenza rispetto all'allargamento della forbice delle disuguaglianze economiche degli ultimi decenni. Il progetto, attivo dal 1982, è chiamato Alaska Permanent Fund Dividend, e distribuisce una volta all'anno ad ogni cittadino un dividendo calcolato sul rendimento medio del Permanent Fund negli ultimi cinque anni. Il fondo sovrano è stato costituito principalmente - sebbene non esclusivamente - grazie ai proventi dovuto allo Stato per lo sfruttamento privato dei pozzi petroliferi.